# Bernard B. Jacobs Theatre
40° 45′ 30,25″ N, 73° 59′ 12,8″ O

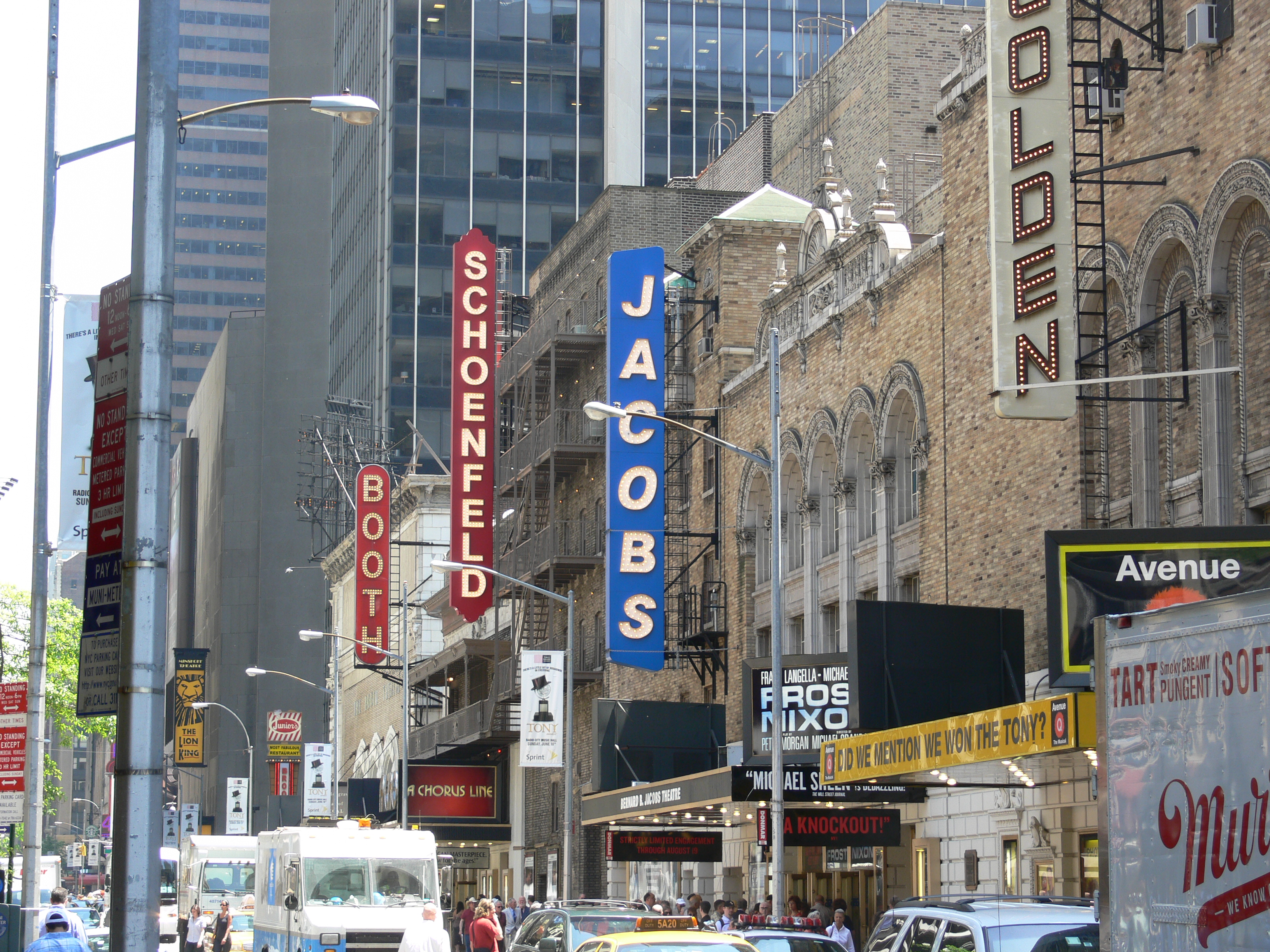
Bernard B.Jacobs Theatre, présentant Frost / Nixon, et quatre autres théâtres de Broadway dans la 45e rue, 2007

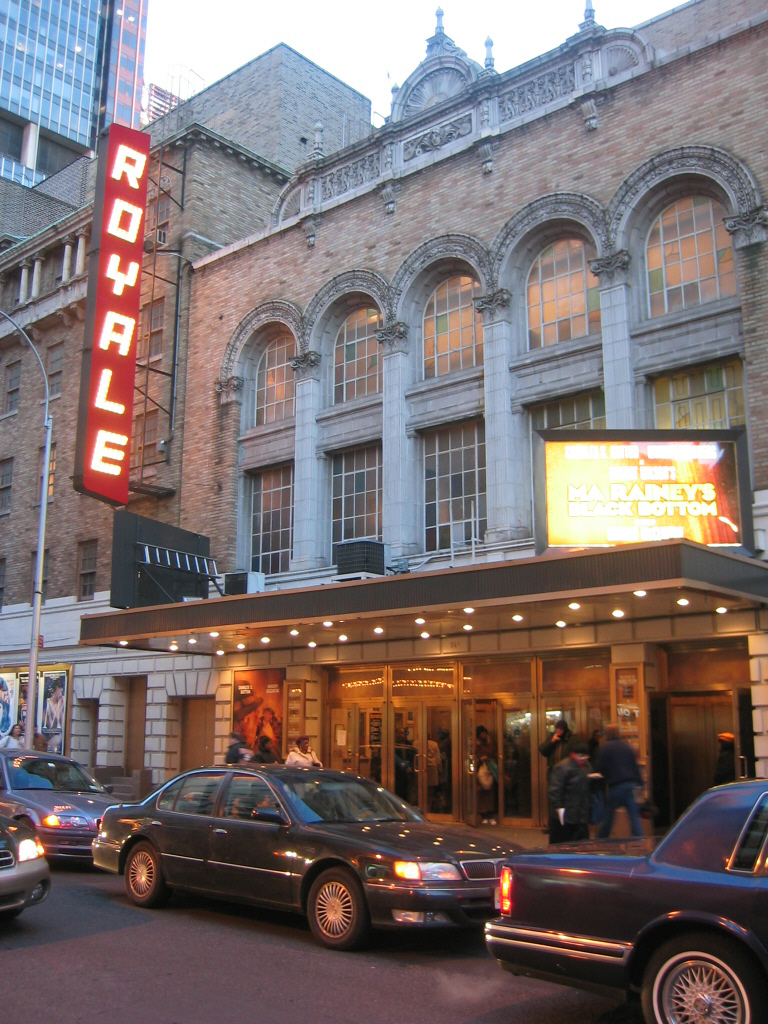
The Royale Theatre, présentant Ma Rainey's Black Bottom, 2003.

Le Bernard B. Jacobs Theatre, anciennement appelé le Royale Theatre et le John Golden Theatre, est un théâtre de Broadway situé au 242 West 45th Street (George Abbott Way) à Midtown Manhattan, New York City.

## Histoire
Conçu par l'architecte Herbert J. Krapp et construit par la Chanin Construction Company, il a ouvert ses portes sous le nom de Royale Theatre le 11 janvier 1927, avec la comédie musicale Piggy. Produit par William B. Friedlander, Piggy avait un scénario faible, mais le populaire comédien Sam Bernard a joué le rôle principal et a porté le spectacle pendant 79 représentations. Bernard est décédé peu de temps après la clôture du spectacle. Construit dans le cadre d'un complexe de trois théâtres, aux côtés du Theatre Masque de 1 800 places, du Majestic de 1 600 places et du Lincoln Hotel (maintenant le RowNYC Hotel et auparavant le Milford Plaza Hotel), le théâtre présente une façade en pierre ornée, avec des voûtes grandes fenêtres au-dessus de la façade de la rue. L'intérieur historique présente des peintures murales de Willy Pogány et un niveau de balcon, le tout sous un vaste plafond voûté en plâtre. Avec une capacité d'un peu plus de 1 100 places assises, le théâtre a accueilli à la fois des pièces de théâtre et des productions musicales au cours de ses 90 ans d'histoire.
Le producteur John Golden a loué le théâtre et l'a renommé de son nom de 1932 à 1937 (date à laquelle il déménage au Theatre Masque voisin). The Shubert Organization en a alors pris la propriété et a d'abord loué le théâtre à CBS Radio. En 1940, le Royale a été restauré pour être utilisé comme théâtre légitime sous son nom d'origine. Le 9 mai 2005, il a été renommé pour le président de longue date de The Shubert Organization, Bernard B. Jacobs.

## Productions notables
- 1927 : Piggy (du 11 janvier au 19 mars 1927)
- 1927 : Rang Tang
- 1928 : Diamond Lil
- 1933 : Both Your Houses
- 1934 : Small Miracle[3],[4]
- 1940 : Du Barry Was a Lady
- 1941 : The Corn Is Green
- 1946 : La Ménagerie de verre (The Glass Menagerie)
- 1947 : Our Lan'[5]
- 1949 : La Folle de Chaillot (The Madwoman of Chaillot)
- 1952 : New Faces of 1952
- 1954 : L'Immoraliste (The Immoralist)
- 1954 : The Boy Friend
- 1955 : The Matchmaker
- 1957 : The Tunnel of Love
- 1958 : Le Cabotin (The Entertainer)
- 1958 : Gigi
- 1960 : Becket ou l'Honneur de Dieu (Becket)
- 1961 : La Nuit de l'iguane (The Night of the Iguana)
- 1964 : The Subject Was Roses
- 1965 : La Chouette et le Pussycat (The Owl and the Pussycat) ; Cactus Flower
- 1971 : The Incomparable Max
- 1972 : Jacques Brel is Alive and Well and Living in Paris ; Moonchildren ; Grease
- 1980 : C'est ma vie, après tout ! (Whose Life is it Anyway?) ; A Day in Hollywood / A Night in the Ukraine
- 1982 : Joseph and the Amazing Technicolor Dreamcoat
- 1984 : The Human Comedy
- 1985 : Pack of Lies ; Song and Dance
- 1988 : Speed-the-Plow
- 1989 : Lend Me a Tenor
- 1992 : Conversations with My Father
- 1994 : Un inspecteur vous demande (An Inspector Calls)
- 1997 : Triumph of Love
- 1998 : « Art »
- 2000 : Copenhagen
- 2003 : Anna in the Tropics, Ma Rainey's Black Bottom
- 2004 : Un raisin au soleil (A Raisin in the Sun)
- 2005 : Glengarry Glen Ross
- 2006 : Three Days of Rain ; Martin Short: Fame Becomes Me
- 2007 : Frost/Nixon; Rock 'n' Roll
- 2008 : The Country Girl ; 13
- 2009 : Le Dieu du carnage (God of Carnage)
- 2010 : Bloody Bloody Andrew Jackson
- 2011 : That Championship Season ; The Mountaintop
- 2012 : Once
- 2015 : It's Only a Play ; The Color Purple
- 2017 : Bandstand
- 2018 : Le marchand de glace est passé (The Iceman Cometh) ; The Ferryman
- 2019 : Trahisons (Betrayal)
- 2021 : Company
- 2022 : Almost Famous
- 2023 : Parade